# 多佛 (愛達荷州)
多佛（英語：Dover）是一個位於美國愛達荷州邦納縣的城市。

## 地理
多佛的座標為48°15′13″N 116°36′01″W / 48.25361°N 116.60028°W，而該地的平均海拔高度為631米（即2060英尺）。

## 人口
根據2020年美國人口普查的數據，多佛的面積為8.30平方千米，當中陸地面積為8.19平方千米，而水域面積為0.11平方千米。當地共有人口752人，而人口密度為每平方千米90.6人。